# Masakr u Gornjem Obrinju
Masakr u Gornjem Obrinju (albanski: Masakra në Abri të Epërme) je posebno okrutno masovno ubojstvo albanskih civila koje su počinile srpske snage sigurnosti 26. rujna 1998. u selu Gornje Obrinje na Kosovu. Ubijena je čitava obitelj Delijaj, a među žrvama je mnogo žena i male djece.

## Pozadina
Sukobi niskog izntenziteta između srpske policije i OVK-a u području Drenice trajali su tokom rujna 1998. Krajem rujna na imanju obitelji Deljijaj (Delijaj) u Gornjem Obrinju su se vodile intenzivne borbe između vladinih snaga i OVK-a, u kojima je poginulo najmanje petnaest policajaca.

## Pokolj
U subotu popodne 26. rujna specijalne snage srpske policije su se osvetile ubojstvom dvadeset jednog člana obitelji Deljijaj; svi su bili civili. Četrnaest ljudi je pobijeno u obližnjoj šumi, gdje su se bili sakrili od granatiranja; među ubijenima je bilo šest žena između dvadeset pet i šezdeset dvije godine. Među žrtvama je bilo petoro djece, najmlađe je imalo osamnaest mjeseci a najstarije devet godina. Od trojice muškaraca ubijenih u šumi, dvojica su imala preko šezdeset godina. Sve žrtve su na sebi imale civilna odjela. Većina ih je ubijena iz blizine, metkom u glavu, a neka tijela su bila masakrirana.
Osim četrnaest osoba ubijenih u šumi, srpske snage su na obiteljskom imanju i okolini ubile sedam ostalih članova obitelji Deljijaj. Strani pomatrači su 27. rujana otkrili 21 tijelo albanskih seljana sela Gornje Obrinje. U sljedećih nekoliko tjedana nađena su raspadnuta tela dvije djevojčice, Antigone i Mihane Deljijaj, kao i tijelo Hajriza Deljijaja u široj okolini mijesta gdje se dogodio masakr. Šerif (Sherif) Deljijaj se još vodi kao nestao.
Ovaj zločin je ostao upamćen po naročitoj okrutnosti. Noga šezdeset dvogodišnjeg Have Deljijaja je nađena odsečena ispod kolena i visila na komadu kože. Adema Deljijaja našli su presječenog grla pored skrovišta u šumi. Devedeset četvorogodišnji Fazli Deljijaj, glava obitelji i invalid, izgorjeo je u spaljenom domu.

## Vanjske poveznice
- Massacres by Serbian Forces in 3 Kosovo Villages (NY Times)
- Eighteen Civilians Massacred in Kosovo Forest (Human Right Watch)
- Fotografije pokolja  Arhivirana inačica izvorne stranice od 2. veljače 2010. (Wayback Machine) (sadrže uznemirujuće prizore)